# Zákon o nabývání a pozbývání státního občanství České republiky
Zákon o nabývání a pozbývání státního občanství České republiky byl přijat Českou národní radou dne 29. prosince 1992 a vyhlášen ve Sbírce zákonů pod č. 40/1993 Sb. Tento zákon upravoval nabývání a pozbývání státního občanství České republiky. Zákon nabyl účinnosti dne 1. ledna 1993 a zrušil dřívější zákon o nabývání a pozbývání státního občanství České socialistické republiky a zákon o zásadách nabývání a pozbývání státního občanství.

## Novely a zrušení zákona
Zákon byl novelizován zákonem č. 272/1993 Sb., zákonem č. 140/1995 Sb., zákonem č. 139/1996 Sb., zákonem č. 194/1999 Sb., zákonem č. 320/2002 Sb. a zákonem č. 357/2003 Sb.
Ke dni 1. ledna 2014 jej zrušil a nahradil nový zákon o státním občanství České republiky.

## Obsah zákona

### Obecné ustanovení
§ 1 zákona určuje, kdo je občanem České republiky a stanoví, že se pro posuzování občanství (před jeho účinností) použijí dosavadní předpisy.

### Nabývání státního občanství
Státní občanství České republiky se nabývá (§ 2)
- a) narozením (§ 3),
- b) osvojením (§ 3a),
- c) určením otcovství (§ 4),
- d) nalezením na území České republiky (§ 5),
- e) prohlášením (§ 6, 18a nebo 18b),
- f) udělením (§ 7 až 12)